# Palestyna na Mistrzostwach Świata w Lekkoatletyce 2011
Palestyna na Mistrzostwach Świata w Lekkoatletyce 2011 reprezentowana była przez jednego zawodnika.

## Występy reprezentantów Palestyny

### Mężczyźni

#### Konkurencje biegowe
| Bieg na 400 m | Bahaa Al Farra | 49,04 (PB) | 33 |  |  |  |  |  |  |